# Natação nos Jogos Pan-Americanos de 2019 - 1500 m livre masculino
As competições dos 1500 metros livre masculino da natação nos Jogos Pan-Americanos de 2019 foram realizadas em 10 de agosto no Centro Aquático Nacional, em Lima, no Peru.

## Calendário
Horário local (UTC-5).
| Data         | Horário | Fase  |
| ------------ | ------- | ----- |
| 10 de agosto | 11:51   | Final |

## Medalhistas
| Ouro   | BRA Guilherme Costa   |
| Prata  | USA Nicholas Sweetser |
| Bronze | MEX Ricardo Vargas    |

## Recordes
Antes desta competição, os recordes mundiais e pan-americanos da prova eram os seguintes:
| Tipo                             | Atleta            | Tempo    | Local   | Data                 |
| -------------------------------- | ----------------- | -------- | ------- | -------------------- |
|                                  | CHN Sun Yang      | 14m31s02 | Londres | 14 de agosto de 2012 |
| Recorde dos Jogos Pan-Americanos | CAN Ryan Cochrane | 15m06s40 | Toronto | 18 de julho de 2015  |

## Resultado final
A final foi realizada em 10 de agosto.
| Pos.              | Bateria | Raia | Nadador                   | Nacionalidade         | Tempo    | Notas |
| ----------------- | ------- | ---- | ------------------------- | --------------------- | -------- | ----- |
| Medalha de ouro   | 3       | 4    | Guilherme Costa           | BRA Brasil            | 15:09.93 |       |
| Medalha de prata  | 3       | 5    | Nicholas Sweetser         | USA Estados Unidos    | 15:14.24 |       |
| Medalha de bronze | 3       | 2    | Ricardo Vargas            | MEX México            | 15:14.99 |       |
| 4                 | 3       | 7    | Marcelo Acosta            | ESA El Salvador       | 15:21.03 |       |
| 5                 | 3       | 3    | Andrew Abruzzo            | USA Estados Unidos    | 15:22.93 |       |
| 6                 | 3       | 6    | Diogo Villarinho          | BRA Brasil            | 15:26.94 |       |
| 7                 | 3       | 1    | Rafael Zambrano           | VEN Venezuela         | 15:32.66 |       |
| 8                 | 3       | 8    | Martín Carrizo            | ARG Argentina         | 15:36.63 |       |
| 9                 | 2       | 5    | Franco Cassini            | ARG Argentina         | 15:44.15 |       |
| 10                | 2       | 3    | Christian Bayo            | PUR Porto Rico        | 15:50.66 |       |
| 11                | 2       | 4    | Andy Arteta Gomez         | VEN Venezuela         | 16:01.13 |       |
| 12                | 2       | 6    | David Farinango Berru     | ECU Equador           | 16:01.18 |       |
| 13                | 2       | 2    | Rodolfo Falcón Mojarrieta | CUB Cuba              | 16:01.74 |       |
| 14                | 2       | 7    | Gustavo Gutierrez Lozano  | PER Peru              | 16:07.48 |       |
| 15                | 1       | 4    | Graham Chatoor            | TTO Trinidad e Tobago | 16:13.84 |       |
| 16                | 1       | 5    | John Michael Bodden       | CAY Ilhas Cayman      | 16:16.31 |       |
| 17                | 2       | 1    | Piero Nascimiento         | PER Peru              | 16:16.42 |       |
| 18                | 1       | 3    | Luke-Kennedy Thompson     | BAH Bahamas           | 16:59.39 |       |

Legenda
| Recorde mundial                  | Recorde mundial (World record)               |                       | Recorde africano                      | Recorde africano (African) |                                           | Q | Classificado por posição (Qualified) |
| Recorde dos Jogos Pan-Americanos | Recorde pan-americano (Pan-American record)  | Recorde da América    | Recorde da América (Americas)         | q                          | Classificado por melhor tempo (Qualified) |   |                                      |
| Melhor marca do ano              | Melhor marca do ano (World leading)          | Recorde asiático      | Recorde asiático (Asian)              | DNS                        | Não largou (Did not start)                |   |                                      |
| Recorde nacional                 | Recorde nacional (National record)           | Recorde europeu       | Recorde europeu (European)            | DNF                        | Não terminou (Did not finish)             |   |                                      |
| Recorde pessoal                  | Recorde pessoal do atleta (Personal best)    | Recorde da Oceania    | Recorde da Oceania (Oceania)          | DSQ / DQ                   | Desclassificado (Disqualified)            |   |                                      |
| Recorde da temporada             | Recorde da temporada do atleta (Season best) | Recorde sul-americano | Recorde sul-americano (South America) | NM                         | Sem marca (No mark)                       |   |                                      |